# Nagybátyám Benjámin
Nagybátyám Benjámin (Mon oncle Benjamin) egy 1969-es színes francia film, melyet Édouard Molinaro rendezett. A főszerepet Jacques Brel és Claude Jade játszotta.

## Cselekmény
Franciaország a 17. században. Benjamin, a szegény orvos szereti Manette-t, egy fogadós lányát. Manette megadja Benjaminnak az engedélyt, hogy elrabolják – de csak házassággal. Benjamin fél a házasságtól. Manette szövetségese Hector de Pont-Cassé-nak. Pont-Cassé-nek meg kell védenie Benjamint Cambyse márki, egy féktelen nemesember bosszújától, akit Benjamin megviccelt. Pont-Cassé befolyása azonban nem mentesíti Benjamint a száműzetésből. Végül Manette kíséri Benjamint – házassági anyakönyvi kivonat nélkül – száműzetésbe.

## Szereposztás
| Szerep                             | Színész        | Magyar hangja (1. szinkron) |
| ---------------------------------- | -------------- | --------------------------- |
| Dr. Benjamin Rathery               | Jacques Brel   | Gáti Oszkár                 |
| Manette                            | Claude Jade    | Sáfár Anikó                 |
| Hector de Pont-Cassé vikomt        | Bernard Alane  | Szakácsi Sándor             |
| Bettine Machecourt                 | Rosy Varte     | Dallos Szilvia              |
| Dr. Minxit                         | Paul Frankeur  | Bodor Tibor                 |
| Őrmester                           | Alfred Adam    | Dobránszky Zoltán           |
| Cambyse márki                      | Bernard Blier  | Miklósy György              |
| Cambyse márkiné                    | Daniela Surina | Földessy Margit             |
| Jean-Pierre, fogadós, Manette apja | Robert Dalban  | Képessy József              |